# Вілладінген
Вілладінген (нім. Willadingen) — громада  в Швейцарії в кантоні Берн, адміністративний округ Емменталь.

## Географія
Громада розташована на відстані близько 26 км на північний схід від Берна.
Вілладінген має площу 2,2 км², з яких на 4,5% дозволяється будівництво (житлове та будівництво доріг), 67,3% використовуються в сільськогосподарських цілях, 28,2% зайнято лісами, 0% не є продуктивними (річки, льодовики або гори).

## Демографія
2019 року в громаді мешкало 204 особи (+4,1% порівняно з 2010 роком), іноземців було 1%. Густота населення становила 94 осіб/км².
За віковим діапазоном населення розподілялося таким чином: 16,2% — особи молодші 20 років, 59,3% — особи у віці 20—64 років, 24,5% — особи у віці 65 років та старші. Було 97 помешкань (у середньому 2,1 особи в помешканні).